# Lenguas yanomami
Las lenguas yanomami (también yanomamö, yanomáma, yamomámi, yanomamana, shamatari, shiriana, waika) es una pequeña familia de lenguas indígenas habladas en las zonas de las guayanas en la zona fronteriza del norte de Brasil (estados de Roraima y Amazonas) y sur de Venezuela (Estado Amazonas y Estado Bolívar).

## Clasificación
Internamente las lenguas yanomami parecen divididas en tres grupos uno de ellos presentando variación interna. En cuanto a la comparación con otras lenguas se han propuesto varias posibilidades pero ninguna propuesta ha ganado aceptación general por lo que el yanomami permanece como un grupo cuasi-aislado.

### Clasificación interna
La familia lingüística del yanomami posee cuatro idiomas:
1. Yaman (Ninam, Yanam-Ninam) 570 hablantes (1976)
2. Sanumá (Tsanuma, (T)sanima, samatari, shamatari) 4.610 (2000-2006)
3. Yanomam
  1. Yanomámi (Waiká) 9.000 (1994)
  2. Yanomamö (Yanomame, Yanomami) 10.500-11.000 (1997) 17.640 (2000)

### Relaciones con otras familias
El trabajo comparativo no ha permitido encontrar un parentesco incontrovertible con ninguna otra lengua de Sudamérica o Centroamérica. Se han señalado conexiones con otras familias, así por ejemplo Joseph Greenberg encuentra algunos parecidos superficiales con hipótesis chibcha-paezano. Por otra parte, Migliazza (1985) ha encontrado algunas otras similitudes superficiales con las lenguas pano y las lenguas chibcha.
El proyecto comparativo sistemático ASJP encuentra la mayor cercanía léxica con las lenguas macro-yê, sin embargo, dicha similitud podría deberse a razones accidentales y no es prueba en firme de parentesco.

## Descripción lingüística

### Fonología
Fonéticamente las lenguas yanomamas presentan como es común entre las lenguas amazónicas, vocales tanto orales como nasales. Existen siete calidades vocálicas básicas:
|          | orales   | orales  | orales    | nasales  | nasales | nasales   |
| -------- | -------- | ------- | --------- | -------- | ------- | --------- |
|          | anterior | central | posterior | anterior | central | posterior |
| cerradas | i        | ɨ       | u         | ĩ        |         | ũ         |
| medias   | e        | ə       | o         |          | ə̃       |           |
| abiertas |          | a       |           |          | ã       |           |

La vocal /ɨ/ a veces se transcribe como < y >, mientras que /ə/ a veces se transcribe como < ö >. En Yanam, las vocales /u/ e /ɨ/ ha dejado de ser distintivas, son sólo variantes alofónicas.

### Gramática
- Determinantes. Existen cinco deícticos que deben escogerse según la distancia del objeto referido con respecto al hablante y de acuerdo a si son o no visibles (esta característica es frecuente en muchas lenguas amazónicas, como las lenguas tupí). Los demostrativos, numerales, clasificadores y cuantificadores preceden al nombre al que determinan. Las lenguas yanomami también presentan oposición de inclusividad en los pronombres personales de primera persona, aunque dicha característica se ha perdido en Yanam y Yanomam, aunque se conserva en las otras lenguas.
- Nombre. En el nombre existe una diferencia entre posesión alienable y posesión inalienable, que nuevamente es una característica típica del área lingüística amazónica. Además existe un amplio sistema de clasificadores nominales, alrededor de un centenar, que son obligatorios con el nombre y aparecen justo antes de la raíz verbal.
- Adjetivos. Para la calificación más que adjetivos genuinos existen verbos estativos. Dichos verbos estativos van detrás del nombre al que califican.
- Verbos. El verbo en la lengua yanomami tienen una característica interesante que es la categoría de evidencialidad; de acuerdo con eso, en una oración afirmativa el verbo tiene una marca según el hablante haya conocido los hechos por visión directa, deducción a partir de otra evidencia, por haberlo oído de otra persona o por asumir que se trata de un hecho. Las otras variantes poseen diferente número de distinciones evidenciales.

El objeto del verbo puede ser incorporado al mismo, sobre todo si no está enfocado: 
Aparte:
kamijə-ny sipara ja-puhi-i
1sg-ERG axe 1sg-want-DYNAMIC
'Yo quiero un/la hacha'
Incorporado:
kamijə-ny ja-sipara-puhi-i
1sg-ERG 1sg-axe-want-DYN
'Yo quiero [esa], el hacha'
Las frases relativas se forman con un sufijo relativizador al verbo ('REL' abajo) : 
wãro-n shama shyra-wei ware-ma
hombre-ERG tapir matar-REL comer-COMPL
'el hombre que mató el tapir lo comió'
El Sanuma posee además un pronombre relativo ĩ.

### Sintaxis
- Tipología lingüística. Tipológicamente las lenguas yanomamas tienen un orden básico SOV, fuertemente sufijantes, y predominantemente con marcaje de núcleo con algunos rasgos de marcaje de complemento sintáctico. Desde el punto de vista morfológico son lenguas altamente polisintética.
- Alineamiento morfosintáctico. Las lenguas yanomamas tienen un alineamiento de tipo ergativo-absolutivo lo que significa que el sujeto de un verbo intransitivo se trata análogamente al paciente objeto de un verbo transitivo, mientras que el sujeto agente se marca de manera diferente mediante caso ergativo. La marca de caso ergativo es -ny. El verbo tiene marcas de concordancia con sujeto y objeto.

### Comparación léxica
La siguiente tabla compara los numerales del 1 al 10 en diversas lenguas yanomami:
| GLOSA | Ninam                    | Sanumá     | Yanomámi    | Yanomamö   | PROTO- YANOMAM |
| ----- | ------------------------ | ---------- | ----------- | ---------- | -------------- |
| 1     | mõli                     | ʦami       | moni imi    | mõrĩ       | *mõɾĩ          |
| 2     | kup yalu-kup yalu-ku-pèk | polakapi   | polakae imi | porokapi   | *poɾa-kop-     |
| 3     | yalami                   | ʦalaalaapə | 2+1         | yërëkëtapi | *yaɾa-         |
| 4     | yalami                   | ʦalaalaapə | 2+2         | yërëkëtapi | *yaɾa-         |
| 5     | yalami                   | ʦalaalaapə | 1 'mano'    | yërëkëtapi | *yaɾa-         |
| 6     | yalami                   | ʦalaalaapə | 'mano'+1    | yërëkëtapi | *yaɾa-         |
| 7     | yalami                   | ʦalaalaapə | 'mano'+2    | yërëkëtapi | *yaɾa-         |
| 8     | yalami                   | ʦalaalaapə | 'mano'+3    | yërëkëtapi | *yaɾa-         |
| 9     | yalami                   | ʦalaalaapə | 'mano'+4    | yërëkëtapi | *yaɾa-         |
| 10    | yalami                   | ʦalaalaapə | 2 'mano'    | yërëkëtapi | *yaɾa-         |

#### Diccionarios
- Müller, Marie-Claude Mattei. (2007) Diccionario ilustrado yanomami-español / español-yanomami. Caracas: Epsilon Libros. 782pp.